# Верхний Якимец
Верхний Якимец — село в Александро-Невском районе Рязанской области, входит в состав Каширинского сельского поселения.

## Географическое положение
Село расположено на берегу реки Хупта близ автодороги 61К-006 Рязань — Ряжск — Александро-Невский в 3 км на запад от центра поселения посёлка Каширин и в 2 км на северо-запад от райцентра посёлка Александро-Невский.

## История
В качестве села Екимец упоминается в Ряжских писцовых книгах 1652—1653 годов и описывается так «...а в селе на государевой земле часовня, где быть церкви Архистратига Михаила...». В окладных книгах 1676 года в селе Екимец значится уже церковь Архангела Михаила. Упоминаемая в XVII веке Архангельская церковь в 1765 году сгорела, вследствие чего прихожане просили епархиальное начальство дозволить им перевести из с. Нового Тишевого деревянную церковь и устроить вновь, что им и было разрешено. В каменной Казанской церкви время построения главного храма неизвестно, но о построении при нём приделом Архангельского и Никольского помещиком Николаем Леонтьевичем Друкартом подано было прошение в марте 1781 года. Оба придела были освящены 1782 году. В 1786 году вследствие пожара, случившегося от удара молнии, Архангельский придел был возобновлен и вторично освящен 30 июля того же года.
Школа существовала с 1861 года. 
В XIX — начале XX века село являлось центром Якимецкой волости Раненбургского уезда Рязанской губернии. В 1906 году в селе было 57 дворов.
С 1929 года село входило в состав Нижне-Якимецкого сельсовета Новодеревенского района Рязанского округа Московской области, с 1937 года — в составе Рязанской области, с 2005 года — в составе Каширинского сельского поселения.

## Население
| 1859 | 1906 | 2010 | 2023 |
| ---- | ---- | ---- | ---- |
| 356  | ↗469 | ↘11  | ↗12  |